# Port lotniczy Blönduós
Port lotniczy Blönduós (isl. Blönduósflugvöllur, IATA: BLO, ICAO: BIBL) – islandzki port lotniczy w zlokalizowany w miejscowości Blönduós.